# یواس‌اس گریمز (ای‌پی‌ای-۱۷۲)
یواس‌اس گریمز (ای‌پی‌ای-۱۷۲) (به انگلیسی: USS Grimes (APA-172)) یک کشتی بود که طول آن ۴۵۵ فوت ۰ اینچ (۱۳۸٫۶۸ متر) بود.